# 番岳 (長崎県小値賀町)
番岳（ばんだけ）は、長崎県北松浦郡小値賀町にある山である。五島列島の小値賀島にあり標高は105.2mである。

## 概要
小値賀島の中央部に位置する。
山は「番岳園地」と称する公園となっており、山腹部と山頂にそれぞれ展望台が設けられている。また、山腹には藤浦洸の詩碑と忠魂碑がある。

## アクセス
島の西部と北部から車道が通っている。